# Lysandra discoidalisduplex
Lysandra discoidalisduplex är en fjärilsart som beskrevs av Tutt 1910. Lysandra discoidalisduplex ingår i släktet Lysandra och familjen juvelvingar. Inga underarter finns listade i Catalogue of Life.